# Représentation de la guerre dans l'art
 (mars 2012).
Si vous disposez d'ouvrages ou d'articles de référence ou si vous connaissez des sites web de qualité traitant du thème abordé ici, merci de compléter l'article en donnant les références utiles à sa vérifiabilité et en les liant à la section « Notes et références ».
La guerre est un thème fondamental dans l'histoire de l'art. Dès la préhistoire, l'art rupestre comprend de nombreuses représentations de scènes de guerre et de combat.

## En peinture et arts graphiques

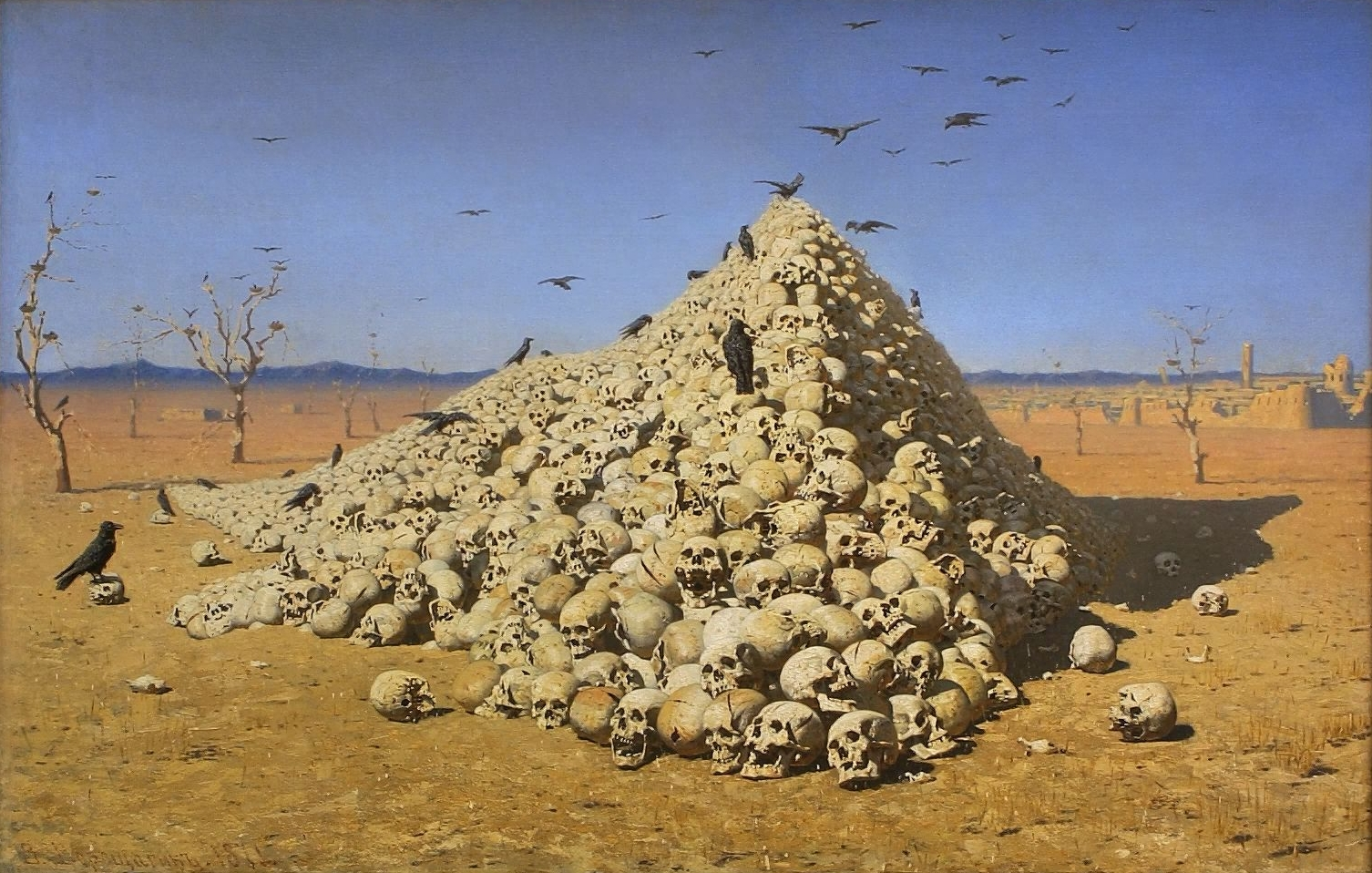
L'apothéose de la guerre, Vassili Verechtchaguine 1871

### Scènes de guerre
Ici, la guerre est représentée au moment même de son déroulement. Ces images sont généralement axée sur les individus, généralement des soldats mais parfois aussi des civils.
Généralement ces scènes comprennent à la fois des personnages morts et vivants, cette dualité est souvent mise en avant dans la peinture de guerre. Le thème de la mort est très étroitement lié à celui de la guerre.
Au XVIIIe siècle, si les peintres néoclassiques représentent des scènes de guerre antiques, les peintres du mouvement romantique qui leur succèdent (Delacroix, Goya) réinscrivent leur travail dans l'actualité du moment, et représentent des scènes de guerre qui leur sont contemporaines.
Parmi les célèbres peintures représentant des scènes de guerre :
- Pablo Picasso, Guernica, 1937, huile sur toile, 349,3 × 776,6 cm, musée Reina Sofia, Madrid.
- Eugène Delacroix, Scènes des massacres de Scio, 1824, huile sur toile, 419 × 354 cm, musée du Louvre, Paris.
- Francisco de Goya, Tres de mayo, 1814, huile sur toile, 266 × 345 cm, musée du Prado, Madrid.

### Scènes d'après-guerre

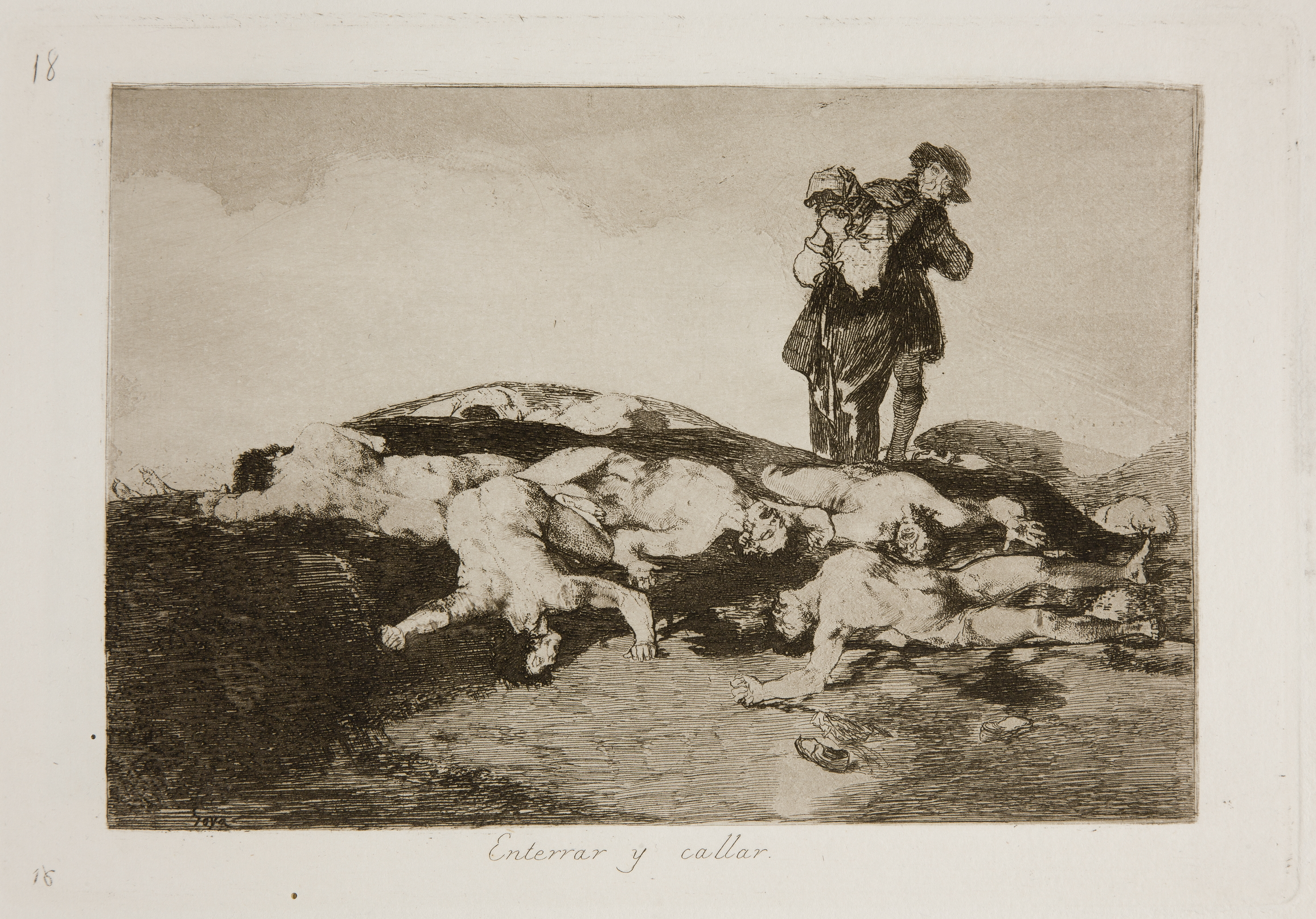
Enterrar y callar (« Enterrer et se taire »), gravure de la série Les Désastres de la guerre (1810-1815), de Francisco de Goya.

Ici, l'image met en avant la destruction, les ruines, la catastrophe, la mémoire des lieux après le passage de la guerre.
En France, après la Grande Guerre, les municipalités érigent des monuments pour honorer les soldats tombés sous le feu ennemi.
L'un des monuments aux morts les plus remarquables est celui de Strasbourg, créé par Léon-Ernest Drivier et inauguré le 18 octobre 1936. Une pietà laïque, qui figure l'humanité, tient ses deux fils : l'un regarde vers l'Allemagne, l'autre vers la France, mais devant la mort qui les saisit, ils se tiennent la main, sans arme et sans uniforme. Dans cette ville qui a combattu aux côtés de l'Allemagne défaite et qui se retrouve en 1918 du côté de la France victorieuse, la représentation de la guerre aboutit à l'un des rares monuments pacifistes connus.
Parmi les artistes célèbres représentant l'après-guerre, Anselm Kiefer, (1945), effectue un travail de peinture en lien étroit avec les destructions de la Seconde Guerre mondiale.

## En photographie

### Le choc des photos
Longtemps, la photographie de guerre a un rôle très important. Ses images ont un impact extrêmement fort sur l'opinion publique : 
- Lors de la guerre du Viêt Nam, deux clichés ont été particulièrement remarqués et ont contribué au retournement de l'opinion américaine sur la guerre :
  - la photographie des massacres de Mỹ Lai
  - la photographie d'une enfant (Phan Thị Kim Phúc) brûlée vive prise par Nick Ut (Prix Pulitzer) en 1963.
- Lors de la guerre en Irak, les images prises à la prison d'Abou Ghraib en 2005 ont fait scandale.

Depuis cette période, les images de guerre sont devenues plus rares. Lors de la guerre du Golfe, les documents officiels présentés par l'armée au public sont généralement des images radars ou satellites. Abstraites, aseptisées, et déshumanisées, elles ne montrent pas la mort de manière directe. 
Les rares images photographiques parvenant encore au public sont généralement des images prises par les témoins directs ou par les soldats eux-mêmes, à l'aide de leurs appareils individuels, 

### Les grands photographes de guerre
- Robert Capa (1913 - 1954)
- Catherine Leroy
- Patrick Chauvel (1949 - )

## En littérature
Guerre et Paix de  Léon Tolstoï narre l’histoire de la Russie à l’époque de Napoléon Ier, notamment la campagne de Russie en 1812. il est initialement publié en feuilleton de 1865-1869. L'auteur conteste les théories historiques, la science militaire et le génie de Napoléon. Pour Tolstoï, les véritables explications de la guerre sont inaccessibles à l'entendement humain.
À l'Ouest, rien de nouveau de  Erich Maria Remarque paru en 1929. Le roman décrit la Première Guerre mondiale vue par un jeune soldat volontaire allemand sur le front ouest. Symbole du pacifisme allemand
Dans Les Silences du colonel Bramble André Maurois voit la guerre comme aussi inévitable que les mouvements d'un dormeur dans son sommeil : «Suite à un immobilisme prolongé, des parties du corps éprouvent des soucis qui se cumulent avec le temps d'approvisionnement en ressources, et la souffrance engendrée déclenche une tentative de retournement brutale. Après s'ensuit un nouveau calme, temporaire, à l'issue duquel le cycle recommence.»

## Au cinéma
- Les sentiers de la gloire
- Le 9e escadron, film russe ( «9 Poma» ) de Serge Bondartchouk sur la Guerre en Afghanistan
- Apocalypse Now
- La Bataille d'Angleterre
- La Bataille de Midway
- La Bataille de la Somme
- Das Boot
- La Commune (Paris, 1871)
- Le Jour le plus long
- Docteur Folamour
- Full Metal Jacket
- Platoon
- Tora ! Tora ! Tora !
- USS Alabama
- Valse avec Bachir
- Dunkerque

### Films français
- La 317e Section
- L'Armée des ombres
- Avoir vingt ans dans les Aurès
- La Bataille d'Alger
- La Bataille de l'eau lourde
- La Bataille du rail
- Capitaine Conan
- Les Croix de bois
- Diên Biên Phu
- Lacombe Lucien
- La Ligne de démarcation
- Nuit et Brouillard
- Le Pantalon, Sept d'or 1997 du meilleur film TV
- Paris brûle-t-il ?
- R.A.S.
- Section spéciale